# Operationskommando Ost

Die Karte von dem Operationskommando Ost in dunkelgrün dargestellt.

Das Operationskommando Ost (ukrainisch Оперативне командування «Схід») ist ein Militärkommando der Landstreitkräfte der Streitkräfte der Ukraine im Osten des Landes auf dem Gebiet von fünf Oblasten. Der Stab befindet sich in der Stadt Dnipro.
Verantwortungsgebiet: Oblaste Saporischschja, Dnipropetrowsk, Charkiw, Donezk, Luhansk.

## Militärverbände
Dem Operationskommando Ost sind folgende Verbände unterstellt:
- 17. Selbständige Panzerbrigade
- 53. Selbständige mechanisierte Brigade
- 54. Selbständige mechanisierte Brigade
- 92. Selbständige mechanisierte Brigade
- 93. Selbständige mechanisierte Brigade
- 55. Selbständige Artilleriebrigade
- 1039. Flugabwehrraketenregiment
- 74. Selbständiges Spähbataillon

## Struktur

### Kommandeure
- 2015–2017: Generalleutnant Serhij Najew[2]
- 2017–2019: Generalleutnant Oleksandr Krasnook
- 2019–2021: Generalmajor Oleksandr Nesterenko[3]
- 2021–heute: Generalmajor Oleh Mikaz

### Chefs des Stabes
- 2017–2019: Generalmajor Ihor Palahnjuk
- 2019–heute: Generalmajor Eduard Moskaljow[4]